# Mirostowice Dolne (przystanek kolejowy)
Mirostowice Dolne – zamknięty przystanek kolejowy, ładownia a następnie bocznica szlakowa w Mirostowicach Dolnych na linii kolejowej nr 380 Jankowa Żagańska – Lodenau, w powiecie żarskim, w województwie lubuskim, w Polsce.